# Admontia maculisquama
Admontia maculisquama är en tvåvingeart som först beskrevs av Zetterstedt 1859.  Admontia maculisquama ingår i släktet Admontia och familjen parasitflugor. Arten är reproducerande i Sverige. Inga underarter finns listade i Catalogue of Life.